# إيبك (متصفح ويب)
إيبك (بالإنجليزية: Epic)‏ هو متصفح ويب. تَمَّ تطويره بواسطة Hidden Reflex، وهي شركة منتجات برمجية أسسها Alok Bhardwaj، باستخدام كود مصدر كروميوم.

## تاريخ
تم إصدار الإصدار الأول منهُ في 15 يوليو 2010 وتم تطويرهُ (في البدايَّة) استنادًا إلى فايرفوكس. يحتوي المتصفح على العديد من التطبيقات المضمنة، مثل عميل الدردشة، والدعم الإضافي للشبكات الاجتماعية، وما إلى ذلك. في 29 أغسطس 2013، تحول متصفح رَسميًا إلى محرك كروم وتَمَّ جعله من أولويات تطوير المتصفح «لحماية المستخدم الخصوصية كما تقول الشركة دائِمًا».
على الرغم من أنهُ ليس برنامجًا مفتوح المصدر (علمًا أنهُ يستخدم كود مصدر كروميوم وهو مفتوح المصدر)، فإن الشركة تُصَّرح دائمًا:

## التقييم والنقد
نشرت كومبيوتر وورلد [الإنجليزية] مقالًا عن المُتصفح في شهر يوليو 2020. توضح المقالة العديد من المُمَيزات فيه، وانتقدت المقالة عدم استخدام خوادم جوجل، ذاكرةً أَنَّ وظائف مثل الاقتراح التلقائي في مربع العنوان والترجمة إما تتم معالجتها بواسطة إيبك محليًا، أو أنها غير متوفرة أصلاً. تقول المقالة أن إيبك يُحذر المُستخدمين من تسجيل الدخول حساب جيميل (بالإنجليزية: Gmail)‏ الخاص بهم: «إذا قمت بتسجيل الدخول إلى جيميل، فيمكن لـ جوجل تتبع عمليات البحث الخاصة بك»، ثُمَّ أضافت «يتم دعم عدد قليل جدًا من وظائف كروم»؛ وتُضيف المقالة «فقًا لـ إيبك إلى أنه على الرغم من كون بعض الإضافات مفيدة، إلا أن العديد منها يمثل خطرًا كبيرًا جدًا على الأمن والخصوصية، لذلك لا تسمح إلا بعدد قليل من الوظائف الإضافية الموثوقة».

### مُلَّخص
يتم نقد وتلخيص عيوب المُتصفح ضمن عِدة عيوب وفقًا للنقاد:
- لا يوجد تلميحات في شريط العناوين[8]
- تم إلغاء تنشيط المترجم التلقائي[8]
- تم إزالة معرف التثبيت RLZ[8]
- تمت إزالة رقم التتبع[8]
- تم إلغاء تنشيط نظام التحديث التلقائي[8]
- تمت إزالة الطابع الزمني للتثبيت[8]
- لا توجد صفحات خطأ بديلة[8]
- لا توجد رسالة إلى جوجل بشأن أعطال المتصفح[8]

## المَراجع
1. ↑  "Epic Privacy Browser 91.0.4472.124 for Windows". 26 مايو 2021. اطلع عليه بتاريخ 2021-11-29.
2. ↑  "Indian startup launches epic web browser" [شركة هنديَّة ناشئة تطلق مُتصفح الويب إيبك]. pcworld.in. مؤرشف من الأصل في 2012-04-26. اطلع عليه بتاريخ 2022-7-18.
3. ↑  PRWeb/Hidden Reflex. "Hidden Reflex Launches New Epic Privacy Browser To Confront Growing Anxieties About Online Privacy" (بالإنجليزية). Archived from the original on 2021-07-24. Retrieved 2014-11-07. {{استشهاد ويب}}: الوسيط غير المعروف |deadlink= تم تجاهله يقترح استخدام |url-status= (help)
4. ↑  PTI. "Epic: first web browser for India launched" (بالإنجليزية). The Hindu. Archived from the original on 2012-10-20. Retrieved 2014-11-07. {{استشهاد ويب}}: الوسيط غير المعروف |deadlink= تم تجاهله يقترح استخدام |url-status= (help)
5. ↑  "First Browser with an Indian Origin - Epic" (بالإنجليزية). Techtree.com. Archived from the original on 2010-07-18.
6. ↑  "Epic Privacy Browser FAQ. Epic is a secure chromium-based web browser that protects your privacy online". Epic Browser. مؤرشف من الأصل في 2021-07-07. اطلع عليه بتاريخ 2022-7-18.
7. ↑  "Epic Privacy Browser FAQ. Epic is a secure chromium-based web browser that protects your privacy online". Epic Browser. مؤرشف من الأصل في 2021-07-07. اطلع عليه بتاريخ 2020-08-21.
8. 1 2 3 4 5 6 7 8  "Epic Browser: защищённый браузер на базе Chromium" [مُتصفح إيبك: متصفح آمن يعتمد على Chromium] (بru-RU). Archived from the original on 2021-01-16. Retrieved 2022-07-22.{{استشهاد ويب}}:  صيانة الاستشهاد: لغة غير مدعومة (link)